# アーデレプゼン
アーデレプゼン (ドイツ語: Adelebsen) は、ドイツ連邦共和国ニーダーザクセン州ゲッティンゲン郡に属すフレッケン（古くから市場開催権など一定の自治権を認められた町、以下、本項では便宜上「町」と記述する）である。ゲッティンゲンから西に約 15 km のシュヴュルメ川沿いに位置する。この町には、バルテローデ、エーバーハウゼン、エルプゼン、ギュンターゼン、レーディングゼン、ヴィベッケの各地区が属す。

## 歴史

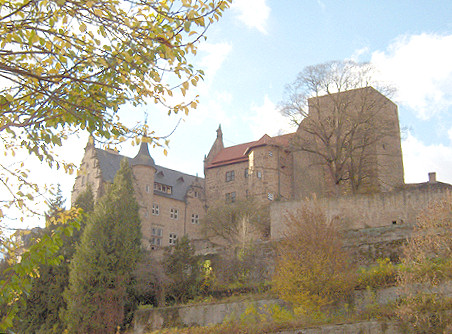
アーデレプゼン城

アーデレプゼンは、990年に Ethelleveshusen という表記で初めて記録されている。これは町の高台である長く延びた砂岩の岩山の上にあるアーデレプゼン男爵の古い城に関するものである。この年、皇帝オットー3世は姉のゾフィーに所領を与えた。村と街道（シュヴュルメ川沿いの谷を通ってヴェーザー川に至る）に横たわる砂岩の岩山は城砦を建設するのに適していた。13世紀にヴィベッケ家は近くの村に移住し、岩山に城を建設した。この城は1295年に初めて記録され、これ以後はアーデレプゼン (Adelebsen) と名付けられた。これは当時の de Adelevessen が変化したものであった。
1394年5月1日にこの村は領主から自治権の一種を意味する Weichsbildrecht を授けられた。これにより、この町は1693年に「フレッケン」を名乗った。アーデレプゼンは、13世紀から1852年までの全時代を通してアーデレプゼン領主家の領主裁判権の下に置かれた。ただし、ヴェストファーレン王国に短期間属した例外があった。15世紀の終わり頃、アーデレプゼン家とヘッセン方伯ヴィルヘルムとの間でフェーデが起き、ブラウンシュヴァイク＝リューネブルク公エーリヒ1世がアーデレプゼン家の味方として参加した。これにより、このフェーデはブラウンシュヴァイク家とヘッセン方伯との間の本格的な戦いになった。ヘッセン方伯は、1497年にバルテローデの一部を焼き、その教会を占領し、多くの者を捕虜とした後、1503年にアーデレプゼンに向かった。しかしエーリヒ1世はヘッセン方伯の先手を取り、アーデレプゼンの防衛を固め、強力な守備隊を配置した。フェーデと戦いは、最終的にはヘッセン方伯がアーデレプゼンにおけるレーエン特権を放棄することで終結し、その後はブラウンシュヴァイク公エーリヒ1世が占領した。
三十年戦争の混乱の中、南ニーダーザクセン地方の他の多くの町と同じくアーデレプゼンも被害を受けた。町の保護状は公布されていたが、状況は変わらず、1629年にティリー伯はアーデレプゼンの広い範囲をひどく破壊した。戦後にまで壊滅的な毀損が報告されている。
アーデレプゼン家は収入源に関して心配していなかった。なぜなら、1543年に制定された裁判所法や1550年に制定された行政法の他に、領主は自分の地位にふさわしい生活を享受するための財源に関わるありとあらゆる法律を公布したからであった。ビール醸造業、壷作り、商業活動や手工業生産、歳の市に関する免許法はもっとももうかる財源であり、アーデレプゼン家は、金や現物の形で徴収された税からその収入を得ていた。さらにユダヤ人保護もこれに収入であった。ユダヤ人の収入から居住金や保護金が徴収されたのであった。
1577年に大きな倉庫が建設された。この建物は20世紀にカトリックの教会堂に改造された。近郊のブラムベルク、グレーフェンブルク、バッケンベルクという山で1870年頃に始まった玄武岩採掘によってアーデレプゼンは重要な採石事業の所在地となった。
1885年から1932年までアーデレプゼンとこの町に属す集落は、北西に隣接するウスラー市の郡に属した。その後この郡はノルトハイム郡に併合された。1973年にアーデレプゼンはノルトハイム郡からゲッティンゲン郡に移管された。
1993年3月にこの町はドイツ全土で「Autonome Antifa (M)」（反ファシズム運動）という新聞の見出しとなった。これは、大部分がヘルメットを被りブラック・ブロックとなったゲッティンゲンからの参加者約 2,000 人によるアーデレプゼンのNPD教育センターに対する抗議運動であった。

## 行政

### 首長
2006年1月22日に、29歳のCDUの女性政治家ディナー・シュトルヴェルク＝バウアーが58%の票を獲得して町長に選出された。後継者として、2013年10月6日の決選投票で SPDの候補ホルガー・フラーゼが 68.8 % の票を獲得して、対立候補のエルケ・フェッター (CDU) を下した。この選挙の投票率は 55.72 % であった。フラーゼは、2014年1月27日に町長に就任した。

### 姉妹自治体
- Ostrowek（ポーランド、ウッチ県）1999年
- ヴィエルニ（ポーランド、ウッチ県）1999年

## 文化と見所
- アーデレプゼン城
- アーデレプゼン採石博物館

## 人物
- ハインリヒ・クリスティアン・ブルックハルト（1811年 - 1879年）営林監督官。アーデレプゼンの基礎課程学校は彼にちなんで名付けられた。
- エルンスト・グレフェンベルグ（1881年 - 1957年）産婦人科医。
- マルクス・ベーアバウム（1970年 - ）障害飛越競技選手

## 引用
1. ↑  Landesamt für Statistik Niedersachsen, LSN-Online Regionaldatenbank, Tabelle A100001G: Fortschreibung des Bevölkerungsstandes, Stand 31. Dezember 2023
2. ↑  Rudolf Eckart: Geschichte von Adelebsen nach archivalischen Quellen. In: Geschichte Südhannoverscher Burgen und Klöster. 5, Bernhard Franke, Leipzig o.J., p. 38.
3. ↑  Ergebnis zur Stichwahl zur Bürgermeisterwahl 2013 am 06.10.2013 Flecken Adelebsen（2014年6月1日 閲覧）
4. ↑  StadtRadio Göttingen: Frase tritt Bürgermeisteramt in Adelebsen an（2014年6月1日 閲覧）